# Geranium sanguineum
Il geranio sanguigno (nome scientifico Geranium sanguineum (L., 1753)) è una pianta erbacea perenne appartenente alla famiglia delle Geraniaceae, originaria di Europa e Caucaso. 

## Tassonomia

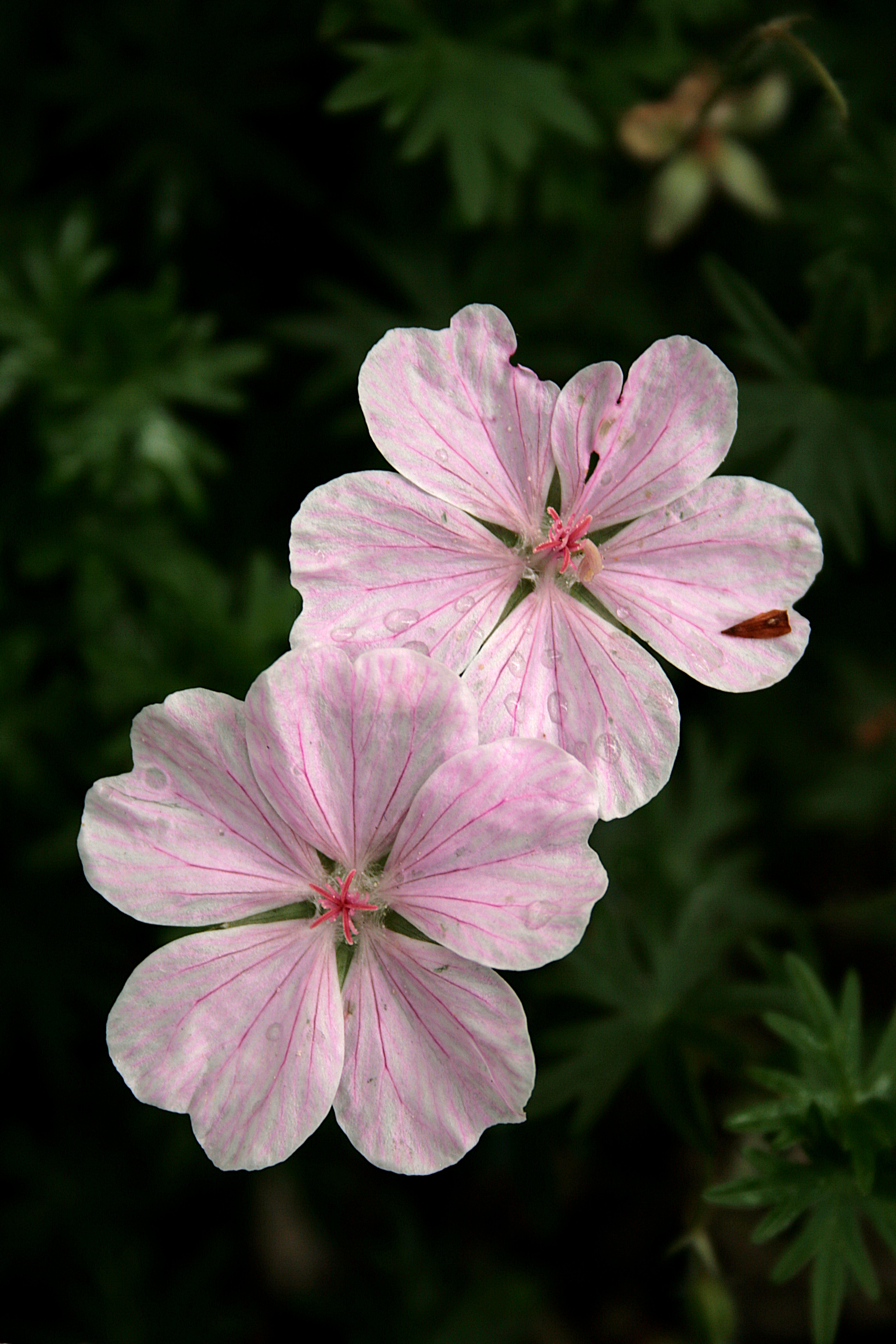
0 Geranium sanguineum 'Striatum'

La famiglia di appartenenza del “geranio sanguigno” (Geraniaceae) è un gruppo vegetale di medie proporzioni organizzato in 12 generi per un totale di circa 700 specie.
 Il genere di appartenenza (Geranium) è abbastanza numeroso e comprende circa 420 specie, diffuse soprattutto nelle regioni temperate di tutto il mondo. Una trentina di queste specie sono proprie della flora italiana.

Queste sono raggruppate dal botanico toscano Adriano Fiori (1865 – 1950) in sei sezioni; la specie di questa scheda appartiene alla sezione BATRACHIA .

### Variabilità
Nell'elenco che segue sono indicate alcune varietà e sottospecie (l'elenco può non essere completo e alcuni nominativi sono considerati da altri autori dei sinonimi della specie principale o anche di altre specie):
- Geranium sanguineum L. forma biflorum Nyár.
- Geranium sanguineum L. forma grandiflorum Font Quer
- Geranium sanguineum L. forma macranthum C. E. Lundstr.
- Geranium sanguineum L. subsp. sanguineiforme Rouy (1897)
- Geranium sanguineum L. var. angustilobum Sennen
- Geranium sanguineum L. var. biflorum G. Don
- Geranium sanguineum L. var. biflorum Rozeira
- Geranium sanguineum L. var. coeruleum Evers Ex Graebn. in Asch. and Graebn.
- Geranium sanguineum L. var. dubium Rochel
- Geranium sanguineum L. var. erectum Weston
- Geranium sanguineum L. var. genuinum Godr. in Gren. and Godr.
- Geranium sanguineum L. var. haematodes Burm. F. Ex R. Knuth in Engl.
- Geranium sanguineum L. var. incisum Weston
- Geranium sanguineum L. var. lancastriense (Mill.) Dum. Cours.
- Geranium sanguineum L. var. latifolium Celak.
- Geranium sanguineum L. var. latilobum Rochel
- Geranium sanguineum L. var. latipartitum Petunn. in Syr. and Petunn. in Syr.
- Geranium sanguineum L. var. latisectum (Evers) Graebn. in Asch. and Graebn.
- Geranium sanguineum L. var. majus Maxim. Ap. Syr. and Petunn. in Syr.
- Geranium sanguineum L. var. minutum Ingw.
- Geranium sanguineum L. var. monstrosum Scheppig Ap. R. Knuth in Engl.
- Geranium sanguineum L. var. nanum Ingw.
- Geranium sanguineum L. var. nitens Chevall.
- Geranium sanguineum L. var. parviflora Evers
- Geranium sanguineum L. var. parviflorum (Evers) Graebn. in Asch. and Graebn.
- Geranium sanguineum L. var. plenum Bloom
- Geranium sanguineum L. var. podperae (A. Wildt) Graebn. in Asch. and Graebn.
- Geranium sanguineum L. var. prostratum (Cav.) Pers
- Geranium sanguineum L. var. sanguineiforme (Rouy) P. Fourn. (1937)
- Geranium sanguineum L. var. sanguineum
- Geranium sanguineum L. var. striatum Weston
- Geranium sanguineum L. var. villosissimum (DC..) Graebn. in Asch. and Graebn.
- Geranium sanguineum L. var. villosum Murr
- Geranium sanguineum L. var. vulgare Celak.

### Sinonimi
La specie di questa scheda ha avuto nel tempo diverse nomenclature. L'elenco che segue indica alcuni tra i sinonimi più frequenti:
- Geranium grandiflorum Gilib.
- Geranium lancastriense Miller (1768) (sinonimo della var. striatum)
- Geranium lancastriense With.
- Geranium prostratum Cav. (1787)
- Geranium sanguineiforme (Rouy) A. W. Hill

### Specie simili
- Geranium palustre L. - Geranio palustre: il colore dei fiori è molto simile; si distingue per l'habitat relativo a zone più umide e per le foglie a segmenti più larghi (meno strettamente lanceolati della specie sanguineum).

## Etimologia
L'etimologia del nome generico (Geranium) si riferisce alla parola greca ”ghéranos” che significa “gru”. Questa associazione probabilmente è nata molto anticamente ed è dovuta alla particolare forma  (a becco) dell'ovario e del frutto delle piante di questo genere. In effetti già Plinio (Como, 23 – Stabia) conosceva questo nome se lo cita nel suo “Libro XXVI”, anche se è opportuno precisare che il Geranio citato dallo scrittore latino era probabilmente un Erodium, in quanto il “geranio” (Pelargonium) come lo conosciamo noi oggi venne importato dall'Africa nel XVII secolo.

L'epiteto specifico sanguineum (e anche quello comune) deriva con tutta probabilità dal particolare colore dei suoi petali e dal colore rosso “forte” delle sue foglie a fine stagione.

Il binomio scientifico attualmente accettato (Geranium sanguineum) è stato proposto da Carl von Linné (Rashult, 23 maggio 1707 –Uppsala, 10 gennaio 1778), biologo e scrittore svedese, considerato il padre della moderna classificazione scientifica degli organismi viventi, nella pubblicazione Species Plantarum del 1753. 

In lingua tedesca questa pianta si chiama Blut-Storchschnabel; in francese si chiama Géranium sanguin; in inglese si chiama Bloody Crane's-bill.

## Descrizione

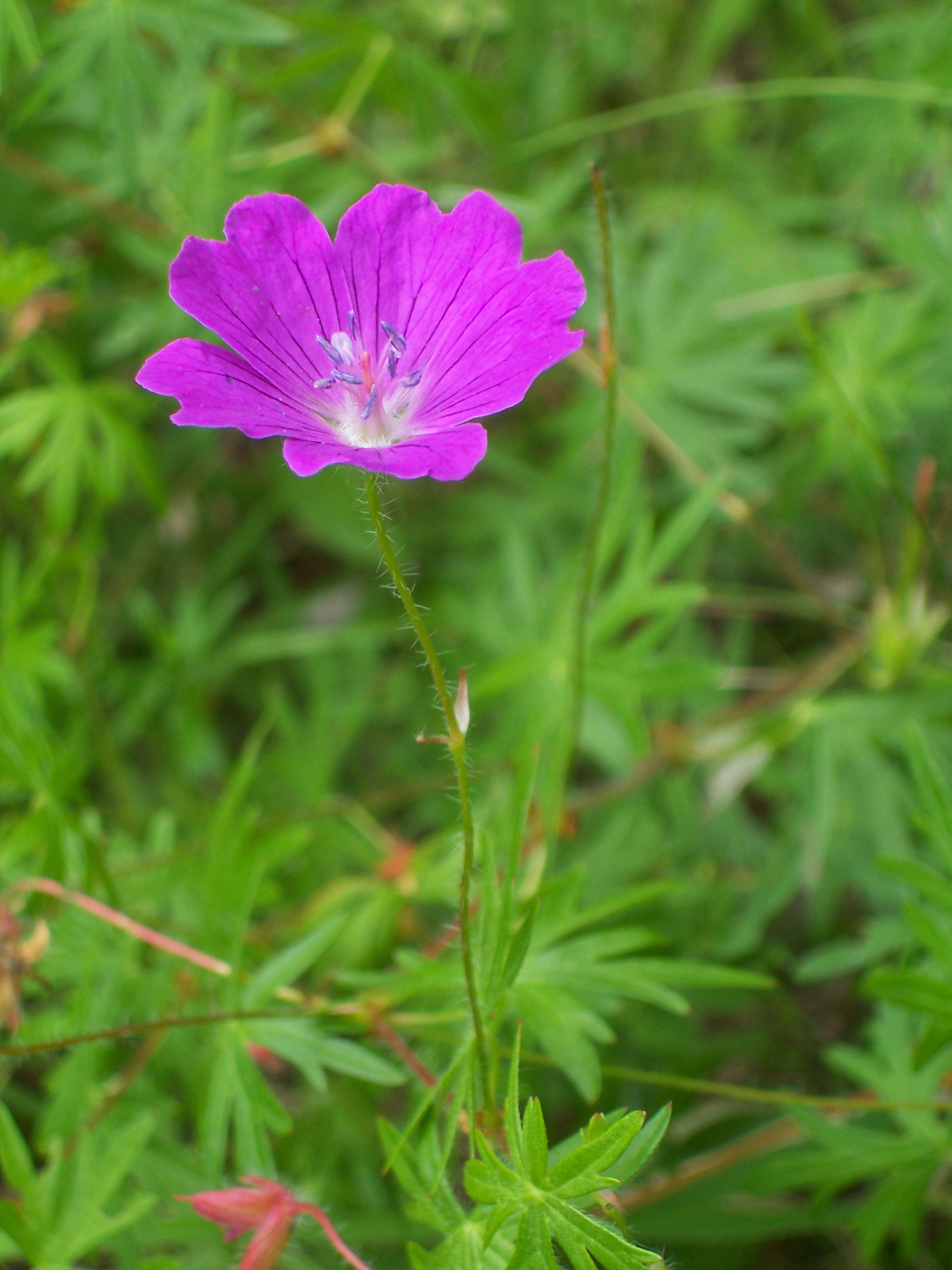
Il portamento

L'altezza media di questa pianta è di circa 3–5 dm. La forma biologica è emicriptofita scaposa (H scap), ossia è una pianta erbacea, perenne con gemme svernanti al livello del suolo e protette dalla lettiera o dalla neve, dotata di un asse fiorale più o meno eretto e con poche foglie. In parte la pianta è ghiandolosa (sui peduncoli e sui sepali).

### Radici
Le radici sono secondarie da rizoma.

### Fusto
- Parte ipogea: la parte sotterranea consiste in un grosso rizoma orizzontale colo bruno-rossastro.
- Parte epigea: nella parte aerea i fusti sono ascendenti (o prostrati) ad andamento un po' sinuoso e ben sviluppati; sono inoltre molto fogliosi (dicotomo-ramosi). La superficie è provvista di peli patenti (lunghezza dei peli 2 –3 mm). I nodi si presentano ingrossati. Sono presenti inoltre delle brattee triangolari (3 brattee di  3 – 4 mm).

### Foglie

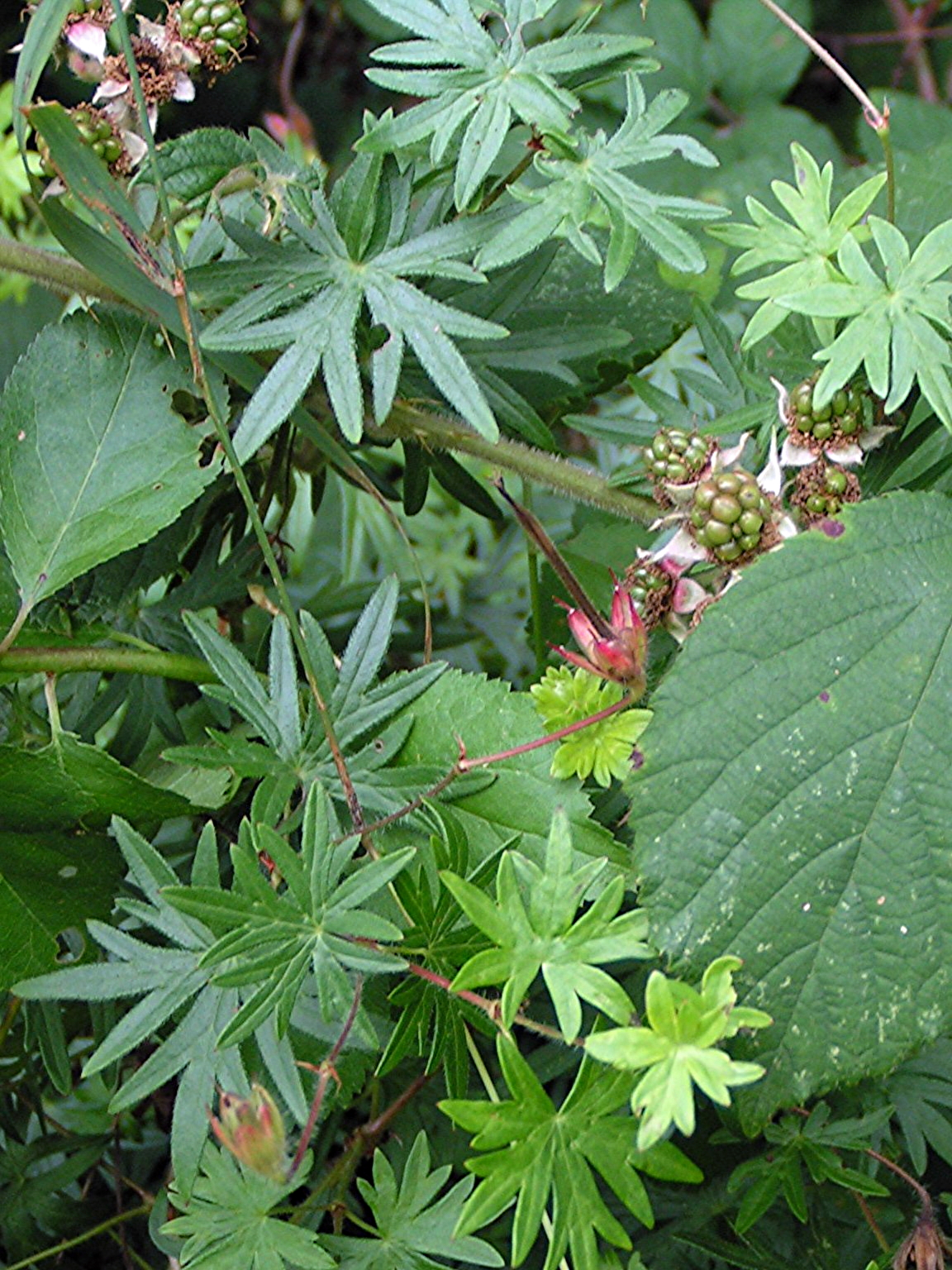
Le foglie

La forma delle foglie in generale è palmatosetta (a nervatura pure palmata) con cinque lobi (o segmenti); ogni segmento a sua volta è tripartito in tre grossi denti o lacinie. L'apice delle lacinie è acuto (angolo tra i 30° - 80°). La lamina delle foglie è larga quanto è lunga (contorno più o meno circolare) ed è tomentosa. Le foglie sono inoltre picciolate (1 – 2 cm); la superficie dei piccioli è pelosa. A fine stagione si arrossano alquanto.
- Foglie basali: le foglie basali sono caduche; e sono mediamente più grandi di quelle caulinari:  diametro delle foglie  2 – 4 cm; larghezza dei segmenti  3 – 4 mm; lunghezza delle lacinie 3 – 7 mm.
- Foglie cauline:  le foglie lungo il fusto sono a disposizione opposta e la forma è più semplice oltre ad essere più piccole e meno lobate.

### Infiorescenza

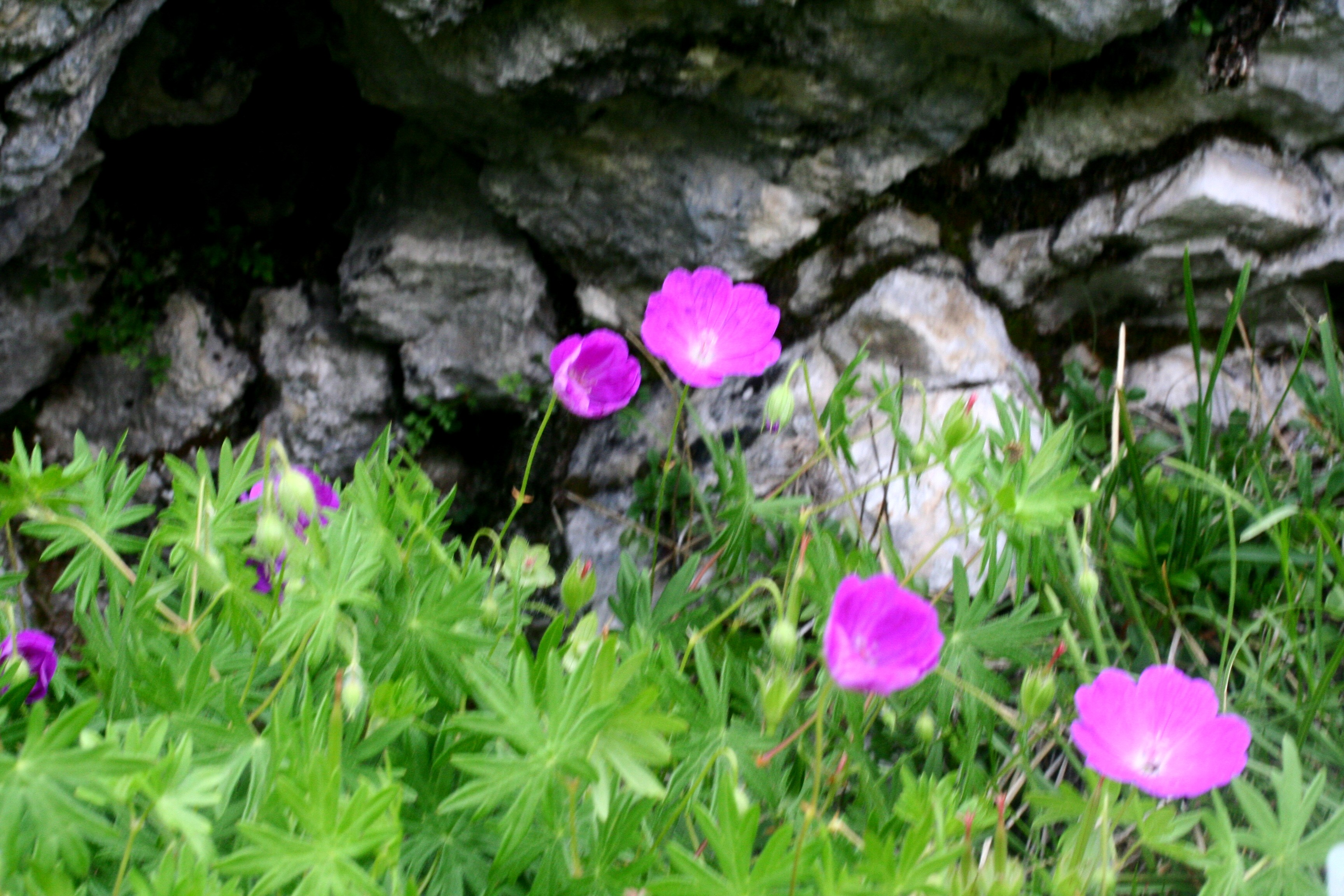
Fiore
Località : "Giardino Botanico delle Alpi Orientali", Monte Faverghera (BL), 1500 m s.l.m. - 23/06/2007

Il “Geranio sanguigno” ha un solo fiore per peduncolo (infiorescenza uniflora). I peduncoli sono lunghi 6 – 7 cm. A metà peduncolo sono presenti due brattee.

### Fiore

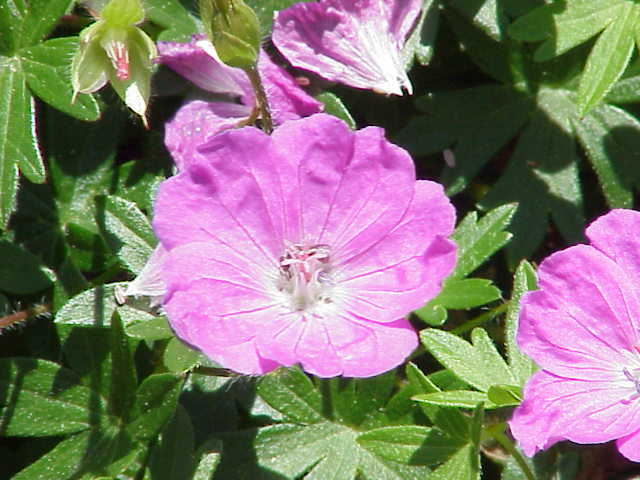
Il fiore

I fiori sono ermafroditi, attinomorfi (con lieve tendenza al zigomorfismo: i petali superiori possono essere appena un po' diversi da quelli inferiori), proterandri (infatti gli stimmi maturano dopo le antere del verticillo più esterno), pentaciclici (a cinque verticilli: calice – corolla – androceo su 2 verticilli - gineceo), pentameri (calice e corolla a cinque elementi), dialisepali e dialipetali (sia i sepali che i petali sono liberi – non saldati tra di loro). Diametro del fiore : 25 – 40 mm.
- Formula fiorale:

* K 5, C 5, A 5+5, G 5 (supero)
- Calice: i sepali a lamina lanceolata sono cinque e disposti in modo semi-embricato (due sepali hanno entrambi i margini nascosti dagli altri sepali; altri due sepali sono completamente liberi; mentre il sepalo rimanente ha un margine ricoperto da un altro sepalo e un margine libero). L'apice è provvisto di un breve mucrone e sono inoltre pelosi. Dimensione di sepali: larghezza 3 mm; lunghezza 9 mm. Lunghezza del mucrone : 1 – 2 mm,
- Corolla: i petali sono cinque colorati di rosa “carico” o rosso porpora; il contorno è obovato con apice  retuso (quasi bilobato) ; nel centro del petalo sono presenti tre-cinque o più nervature longitudinali scure. I cinque petali sono disposti anch'essi in modo embricato ma più regolare dei sepali: ogni petalo ha un margine nascosto dal petalo precedente e l'altro margine sovrapposto al prossimo petalo. Le ghiandole nettarifere sono cinque e disposte in modo opposto ai sepali. I petali alla base sono cigliati. Dimensione dei petali: larghezza 13 mm; lunghezza 15 – 18 mm.
- Androceo: gli stami sono dieci, saldati alla base, e tutti fertili disposti su due verticilli  con la particolarità che il verticillo esterno matura prima di quello interno. Le antere hanno un colore giallo al centro con sfumature violette ai bordi. Lunghezza degli stami: 8 mm. Lunghezza delle antere: 2 mm.
- Gineceo: l'ovario è supero a cinque lobi formato da cinque carpelli contenente ciascuno due ovuli dei quali uno solo fruttifero; gli stili (prolungamento dei carpelli/ovario) sono cinque con ognuno uno  stimma di colore purpureo chiaro lungo 7 mm. Le codette dei carpelli sono concresciute e riunite in modo arcuato a cerchio (e non spiralato come in altri generi della stessa famiglia) a forma di becco. Queste in fase di maturazione si addensano maggiormente rispetto al tessuto adiacente (più precisamente per avvolgimento igroscopico dello stilo) per cui si crea una certa tensione che alla fine fa prorompere all'esterno il relativo carpello trasformato in mericarpo contenente un singolo seme, favorendo così la disseminazione di tipo “epizoocora” (quando i semi rimangono attaccati al corpo degli animali)[3][4][5].
- Fioritura: da maggio a ottobre.
- Impollinazione: impollinazione per entomogamia (a volte anche per autofecondazione anche se normalmente prevale la proterandria).

### Frutti

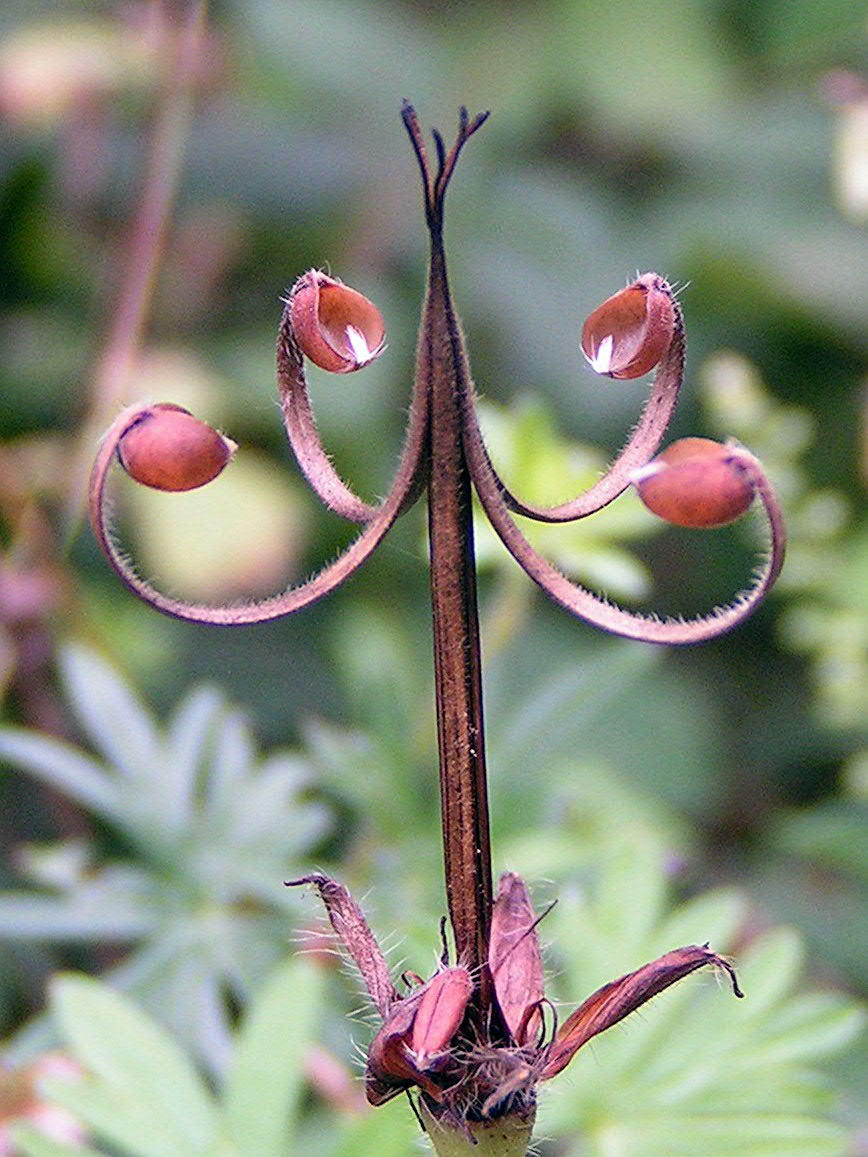
I frutti

Il frutto è una capsula (di tipo schizocarpo) composta da 5 acheni (o mericarpi). Ogni achenio contiene un solo seme (achenio monosperma). La parte inferiore del frutto è avvolta nel calice accrescente, mentre la parte superiore consiste in un becco allungato di 2 – 3 mm sormontato dallo stilo persistente. Il frutto è deiscente con elasticità per cui il seme viene proiettato lontano con il rispettivo carpello; eventuali animali poi hanno il compito inconscio di portarli lontano. Tutto il frutto è molto pubescente con peli patenti. Lunghezza del frutto : 3 – 4 cm.

## Distribuzione e habitat
- Geoelemento: il tipo corologico (area di origine) è Europeo - Caucasico.
- Diffusione: questa pianta è diffusa più o meno su tutta il territorio italiano (esclusa la Sardegna). Sui rilievi europei è ugualmente diffusa (a parte le Alpi Dinariche). Fuori dall'Europa è conosciuta nel Caucaso e Asia minore.
- Habitat: l'habitat tipico di questa specie sono i boschi di tipo ceduo, ma anche i bordi boschivi in generale, le boscaglie, i cespuglieti xerofili e i luoghi erbosi aridi (compresi i pendii rocciosi). Il substrato preferito e calcareo-siliceo con pH neutro e terreno con bassi valori nutrizionali e secco.
- Diffusione altitudinale: sui rilievi queste piante si possono trovare fino a 1200 m s.l.m.; frequentano quindi i seguenti piani vegetazionali: collinare e montano.

## Fitosociologia
Dal punto di vista fitosociologico la specie di questa scheda  appartiene alla seguente comunità vegetale:
Formazione : delle comunità delle macro- e megaforbie terrestri
Classe : Trifolio-Geranietea sanguinei
Ordine : Origanetalia vulgaris
Alleanza : Geranion sanguinei

## Usi

### Farmacia
- Sostanze presenti: questa pianta, come altre dello stesso genere, contiene soprattutto tannini.
- Proprietà curative: occasionalmente può essere usata con intenti vulnerari (guarisce le ferite), astringenti (limita la secrezione dei liquidi) e tonici (rafforza l'organismo in generale).

## Galleria d'immagini

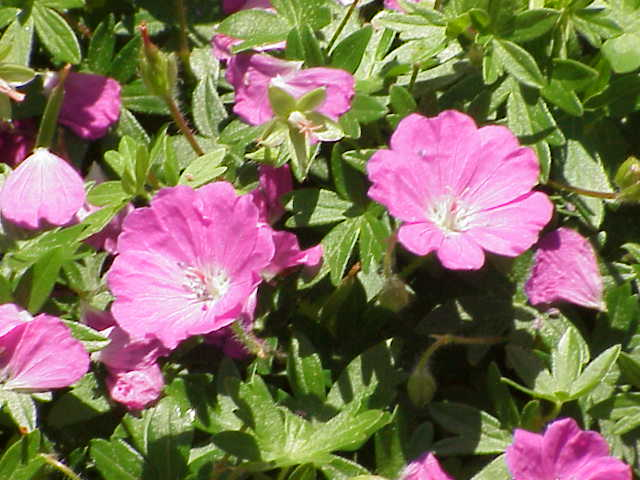
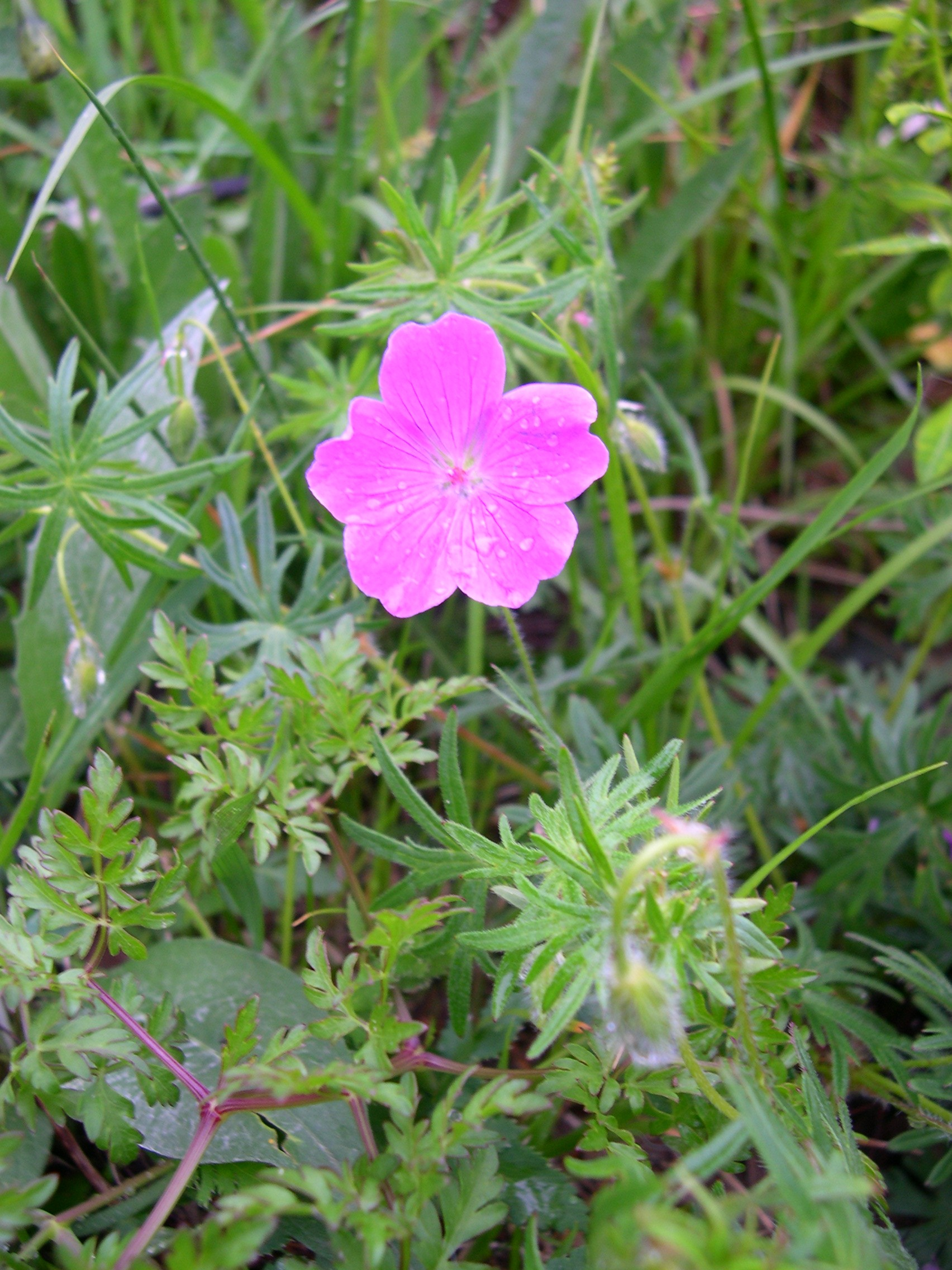
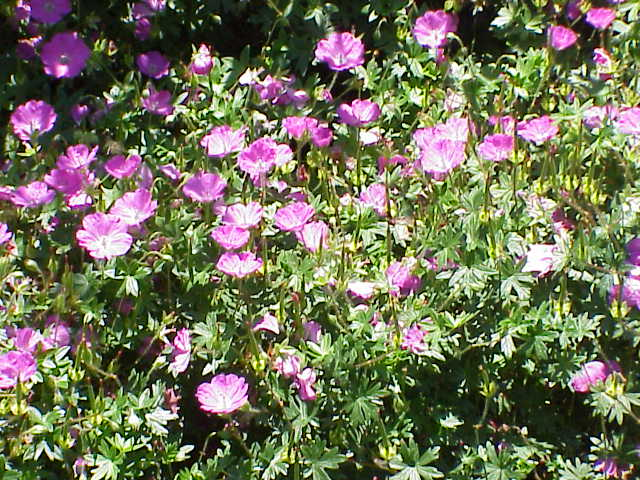